# Cordeaux Heights
Cordeaux Heights är en förort i Australien.   Den ligger i kommunen City of Wollongong och delstaten New South Wales, i den sydöstra delen av landet, 180 km nordost om huvudstaden Canberra. Cordeaux Heights ligger 31 meter över havet och antalet invånare är 5 067.
Terrängen runt Cordeaux Heights är platt åt sydost, men åt nordväst är den kuperad. Trakten är tätbefolkad. Närmaste större samhälle är Wollongong, 5,4 km öster om Cordeaux Heights. 